# Michael Dell
Michael Saul Dell (Houston, EUA, 23 de fevereiro de 1965) é um empresário norte-americano. É o presidente e fundador da Dell, uma das maiores fornecedoras de produtos eletrônicos e de tecnologia do mundo.
Michael Dell é o presidente do conselho de administração e executivo-chefe da Dell, fundou a empresa com U$ 1.000 em 1984 aos 19 anos. Notavelmente citado como tendo dito que "a tecnologia é sobre a ativação do potencial humano", a visão de Michael de como a tecnologia deve ser projetado, fabricando e vendendo mudou para sempre a indústria de TI. Em 1992, Michael tornou-se o mais jovem CEO nunca ganhar um ranking na Fortune 500.
Hoje, a Dell Inc. é composto de mais de 100.000 membros da equipe que servem as necessidades de TI de corporações globais, pequenas e médias empresas, governos, profissionais de saúde, instituições de ensino e usuários de computação em casa. A partir de PCs para a infra-estrutura e serviços que o poder do mundo a maioria dos centros de dados complexas e ambientes de computação em nuvem, a Dell ampla gama de serviços de TI e soluções tem ajudado milhões de clientes em todo o mundo a alcançar os resultados que são mais importantes para eles.
Em 1998, Michael formado Capital MSD, e em 1999, ele e sua esposa estabeleceu o Michael e Susan Dell Foundation para fornecer apoio filantrópico para uma variedade de causas globais.
Michael atua no Conselho de Fundação do Fórum Econômico Mundial, o comitê executivo do Conselho Internacional de Negócios, é um membro do Conselho de Negócios dos Estados Unidos e da Business Roundtable, e serve como presidente do Conselho de Tecnologia CEO. Ele também atua no Conselho de Administração da Indian School of Business, em Hyderabad, na Índia, e é membro do conselho da Catalyst.
Segundo a revista Forbes é o 22º homem mais rico do mundo, com uma fortuna avaliada em mais de 58,6 bilhões de dólares americanos. 
Em 2012 a Revista Forbes classificou Michael Dell como a 41° pessoa mais rica do mundo, com 15,9 bilhões de dólares.
Com uma fortuna de US$ 50 bi, em 2022, figurou em 16 lugar entre 20 mais ricos dos Estados Unidos, segundo a Forbes.